# 平山輝男
平山 輝男（ひらやま てるお、1909年8月16日 - 2005年8月17日）は、日本の国語学者。東京都立大学名誉教授。日本音声学会第5代会長。

## 来歴
宮崎県北諸県郡中郷村（現：都城市）生まれ。1922年3月に中郷村尋常高等小学校を卒業。1928年3月に麻布中学校を卒業。1935年3月に國學院大學文学部国文学科卒業。1937年3月に國學院大學大学院修了。金田一京助、折口信夫に師事。
1937年4月に法政大学講師。1940年6月に東京府立高等学校教授。1949年4月に東京都立大学人文学部助教授。1957年に文学博士となった（学位論文「日本語音調の研究」）。
1962年2月に東京都立大学人文学部教授。1969年4月に東京都立大学附属図書館長。1971年4月に東京都立大学人文学部長。1973年4月に東京都立大学名誉教授。1975年5月に國學院大學日本文化研究所教授。
1979年から1982年まで国語学会の代表理事を務めた。
1981年4月に勲三等旭日中綬章を授与される。1990年11月に文化功労者として顕彰される。1994年11月に『現代日本語方言大辞典』で毎日出版文化賞特別賞を受賞する。
2005年に呼吸不全により死去。

## 業績
それまで未開拓だった日本語の方言のアクセントの実態と体系を研究。戦前の樺太（現：サハリン）から沖縄与那国島までを実地調査し、「曖昧アクセント」などの研究成果を残した。

## 主な編・著作
- 全国アクセント辞典 東京堂出版 1960年
- 日本の方言 講談社 1975年
- 全国方言辞典【編】角川書店 1982年 - 1983年
- 現代日本語方言大辞典【編】明治書院 1992年 - 1994年
- 『日本のことばシリーズ』【編】明治書院 1997年 - 刊行中